# Laphria milvina
Laphria milvina là một loài ruồi trong họ Asilidae. Laphria milvina được Bromley miêu tả năm 1929. Loài này phân bố ở vùng Tân Bắc giới.